# Deutschland 89
Deutschland 89 je německo-americký televizní seriál, který premiérově odvysílal televizní kanál Amazon Prime 25. září 2020. Jedná se o volné pokračování seriálu Deutschland 86 z roku 2018 a Deutschland 83 z roku 2015.

## Děj
Po pádu Berlínské zdi se Stasi obává invaze kapitalistických zemí přes Západní Německo. Agent zpravodajské služby Hauptverwaltung Aufklärung Martin Rauch se opět dostává do centra politických událostí.

## Obsazení
| Jonas Nay             | Martin Rauch, dvojitý agent                                    |
| Ari Kurecki           | Max, Martinův syn                                              |
| Svenja Jung           | Nicole Zangen, Maxova učitelka                                 |
| Maria Schrader        | Lenora Rauch, bývalá agentka HVA, Martinova teta               |
| Sylvester Groth       | Walter Schweppenstette, agent HVA a Martinův otec              |
| Uwe Preuss            | Markus Fuchs                                                   |
| Carina Wiese          | Ingrid Rauch, Martinova matka                                  |
| Alexander Beyer       | Tobias Tischbier, Martinův šéf v HVA                           |
| Lavinia Wilson        | Brigitte Winkelmann, agentka BND                               |
| Fritzi Haberlandt     | Tina Fischer, lékařka                                          |
| Raul Casso            | Hector Valdez, agent CIA                                       |
| Niels Bormann         | Fritz Hartmann, agent HVA                                      |
| Florence Kasumba      | Rose Seithathi, členka Afrického národního kongresu            |
| Anke Engelke          | Barbara Dietrich, finanční konzultantka                        |
| Emil Hostina          | Grigore Antonescu, člen teroristické skupiny                   |
| Rainer Sellien        | Carl Baumgarten, hudebník a člen levicové teroristické skupiny |
| Samia Muriel Chancrin | Sabine Baumgarten, Carlova manželka                            |
| Nicolai Borger        | Rolf, člen levicové teroristické skupiny                       |
| Mike Davies           | John Tyler, šéf CIA ve Východním Berlíně                       |

## Seznam dílů
| Č. | Název               | Režie | Scénář | Datum premiéry | Sledovanost |
| --- | ------------------- | ----- | ------ | -------------- | ----------- |
| 1 | Kyrie Eleison       |       |        | 25. září 2020  |             |
| Martin dostává rozkaz zabránit vládě NDR v přijetí dalších liberálních reforem. |                     |       |        |                |             |
| 2 | November Nights     |       |        | 25. září 2020  |             |
| O Martina se zajímají tajné služby ostatních zemí, které mu nabízejí stejné možnosti: být zatčen, najat nebo zabit. |                     |       |        |                |             |
| 3 | Magic               |       |        | 25. září 2020  |             |
| Martin se infiltruje do levicové teroristické buňky. |                     |       |        |                |             |
| 4 | Operation Condor    |       |        | 25. září 2020  |             |
| Martin odjíždí do Frankfurtu, kde se připravuje velký teroristický útok. Snaží se mu zabránit. |                     |       |        |                |             |
| 5 | Timişoara Rebellion |       |        | 25. září 2020  |             |
| Martin a Nicole pronásledují Lenoru, která hledá útočiště v Rumunsku u Grigora. |                     |       |        |                |             |
| 6 | Quando Ti Guardo    |       |        | 25. září 2020  |             |
| Lenora cestuje do Itálie za Fuchsem a snaží se přesvědčit Martina, aby se připojil k atentátu na Helmuta Kohla. |                     |       |        |                |             |
| 7 | Phase Zwei          |       |        | 25. září 2020  |             |
| Martin je zatčen kvůli pokusu o atentát, Tina konfrontuje svého bývalého vyšetřovateli Stasi a Tischbier je hospitalizován. |                     |       |        |                |             |
| 8 | The End Of History  |       |        | 25. září 2020  |             |
| Martin je zadržen a mučen Valdezem, který ho chce přinutit, aby se pod nátlakem přiznal k účasti na atentátu. Brigitte se spojila se Schweppenstette, aby zachránila Martina a postavila se Lenoře. Nina a Fritz objevují HVA v exilu a mají návrh pro Fuchse a Dietricha. |                     |       |        |                |             |